# Hima Gabriella
Hima Gabriella (Budapest, 1955. szeptember 25. –) magyar irodalomtörténész, egyetemi tanár, műfordító. Az irodalomtudományok (1986), az irodalomtudományok doktora (2000).

## Életpályája
Szülei: Hima István és Vankus Magdolna voltak. Egyetemi tanulmányait az ELTE BTK magyar-orosz és a Kossuth Lajos Tudományegyetem Bölcsészettudományi Karának német szakán végezte el. Az ELTE BTK világirodalmi tanszék, a Bessenyei György Tanárképző Főiskola, a Kossuth Lajos Tudományegyetem Bölcsészettudományi Karának Szláv Filológiai Intézet és a Stuttgarti Egyetem Irodalomtudományi Intézet tanára. 2000-ben habilitált. 2001 óta a Magyar Tudományos Akadémia doktora. 2002 óta egyetemi tanár.

## Művei
- A korlátok nélküli egzisztencia katasztrófája (1980)
- Kosztolányi és az egzisztenciális regény. Kosztolányi regényeinek poétikai vizsgálata (1992)
- Szövegek párbeszéde. Kosztolányi Dezső: Nero, a véres költő, Albert Camus: Caligula (1994)
- Tu felix Austria. Halál és mítosz a mai osztrák prózában (tanulmány, 1995)
- Dunkle Archive der Seele in hellen Gebarden des Körpers (1999)
- Az irodalomtudomány jelenkori irányzatai (1999)
- Szovremennije otpravlenyija v lityeraturovegyenyii (2000)
- Mörderische Poesie (2000)
- Ami a kultúrákat összeköti. Válogatott tanulmányok a 2003-as The Unifying Aspects of Cultures konferencia résztvevőitől; szerk. Hima Gabriella; KGRE BTK Irodalomtudományi Doktori Iskola, Bp., 2004 (Károli Gáspár Református Egyetem Bölcsészettudományi Kar Irodalomtudományi Doktori Iskola kiadványai)
- Tizennégy tanítvány; szerk. Hima Gabriella; KGRE BTK Irodalomtudományi Doktori Iskola, Bp., 2006 (Károli Gáspár Református Egyetem Bölcsészettudományi Kar Irodalomtudományi Doktori Iskola kiadványai, 2.)

## Műfordításai
- U. Krelin: A sor (regény, 1984)
- M. Etkind: Nathan Altman (1985)

## Díjai, kitüntetései
- Humboldt-ösztöndíj (1994-1996)
- Széchenyi professzor ösztöndíj (1999-2002)